# سد هانابانیلا
سد هانابانیلا (به اسپانیایی: Hanabanilla Dam) یک سد در کوبا است که در El Salto del Hanabanilla, Villa Clara Province واقع شده‌است.